# Ararát (hegy)
Az Ararát kétcsúcsú vulkáni masszívum az Örmény-magasföld nyugati részén. Az egyik csúcsa a Kis-Ararát, a másik a Nagy-Ararát.
A hegység Törökország és Örményország határának közelében fekszik, de török területen, 5000 méter feletti legmagasabb csúcsokkal.
Két fő része (csúcsa): 
- Nagy-Ararát (török: Ağrı vagy Eğrı Dağı, perzsa: کوه آرارات Kūh-e Nūḥ, örmény: Մասիս Maszisz vagy Արարատ Ararat)
- Kis-Ararát (török: Küçük Ağrı Dağı, örmény: Սիս)

2004-ben a hegység mindkét része egy Nemzeti Park része lett. A terület viszont török katonai területnek számít, és csak külön engedéllyel látogatható. A fő csúcs 5137 m magas. Relatív magassága az Araksz völgyéhez 875 méter, a Doğu Bayazıt medencéhez 2000 méter. A Kis-Ararát 3896 méter magas. Jelenlegi hóhatára 4000 méter körül van, gleccserei akár 2300 méteres magasságig elérhetnek.

## Hagyomány
A hegy a nevét az i. e. 1. évezredi Urarturól kapta („Ararát Királyság”), és asszír eredetű.
A Biblia özönvíz-történetében az Ararát hegyén feneklett meg Noé bárkája (Ter. 8:4)
A 10. század előtti örmény tradíció és az arab hagyomány több más lehetséges helyet is tartalmaz az özönvíz történethez, például a Jūdī-hegyet. (Korán, 11:46) Az örmény hagyomány alapján Noé fiának, Jáfetnek egyik leszármazottja visszatért a környékre, és itt hozta létre az örmény nemzet gyökereit.

## Földrajz

Az Ararát 3D-s képe

A vulkanizmus nyomai hozzávetőleg 1200 km²-es területen találhatók meg. A paleozoikum képződményeit a folyók üledékei betakarják. A két fő csúcs a pliocén végén és a pleisztocénben működött. A vulkanizmus a szubdukciós típusba tartozik, az Eurázsiai-lemez és az Arábiai-lemez ütközése következtében mintegy 25 millió éve kiemelkedett a Kaukázus, és az Eurázsiai-lemez alábukó lemezpereme hozta létre az Ararátot. Eredetileg a szinorogén és szubszekvens szakaszban andezites láva volt jellemző, de a finális periódus bazaltos lávaömlései is megtalálhatók. Ez utóbbi kitörések viszonylag nem régen, néhány ezer éve voltak. A vulkáni tevékenység legvégső szakasza, a földrengéses periódus ma is tart, időnként nagy erejű földrengések rázzák meg az Ararát környékét.

## Galéria

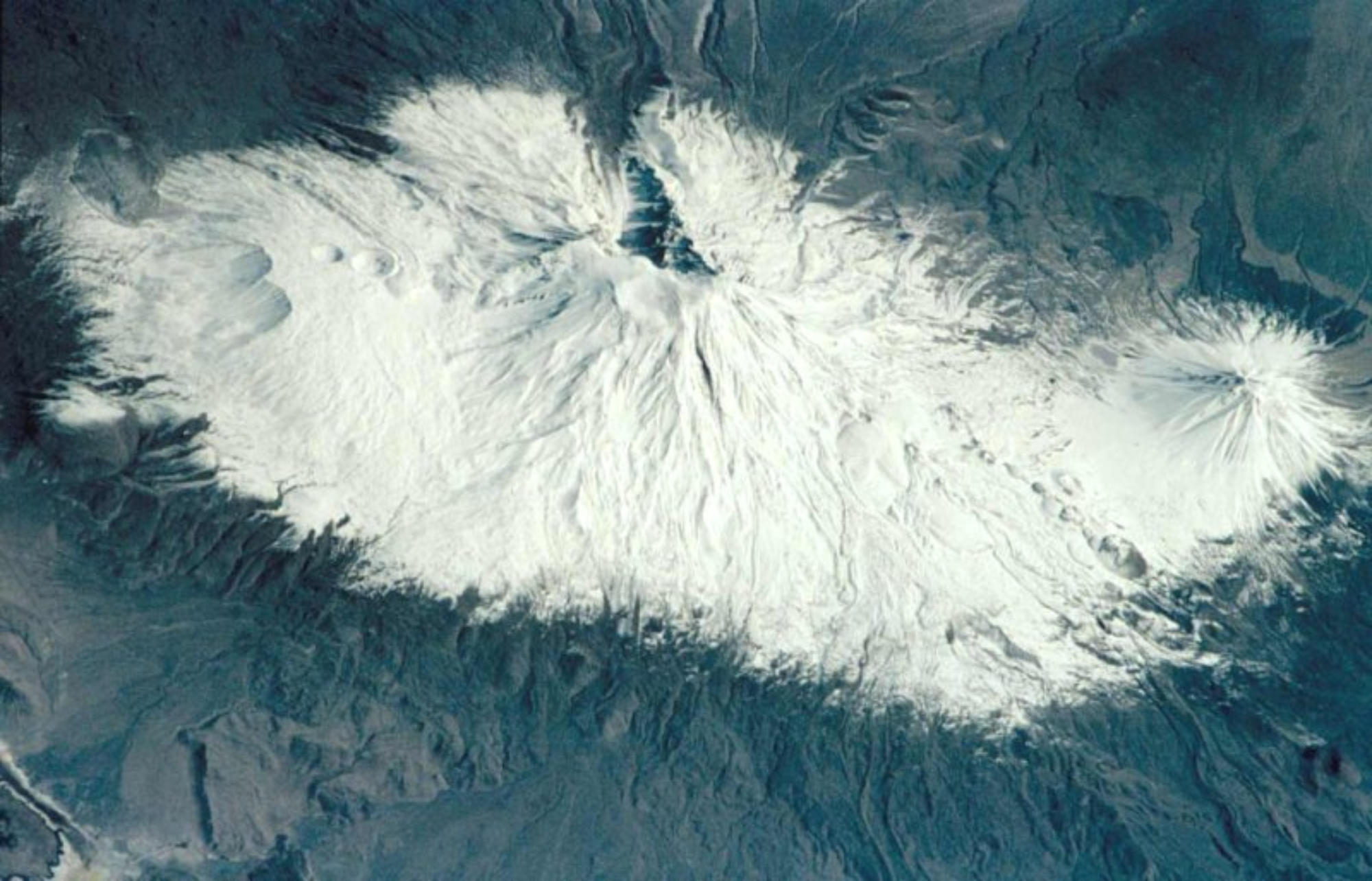
Műholdas kép, 2001. márc.
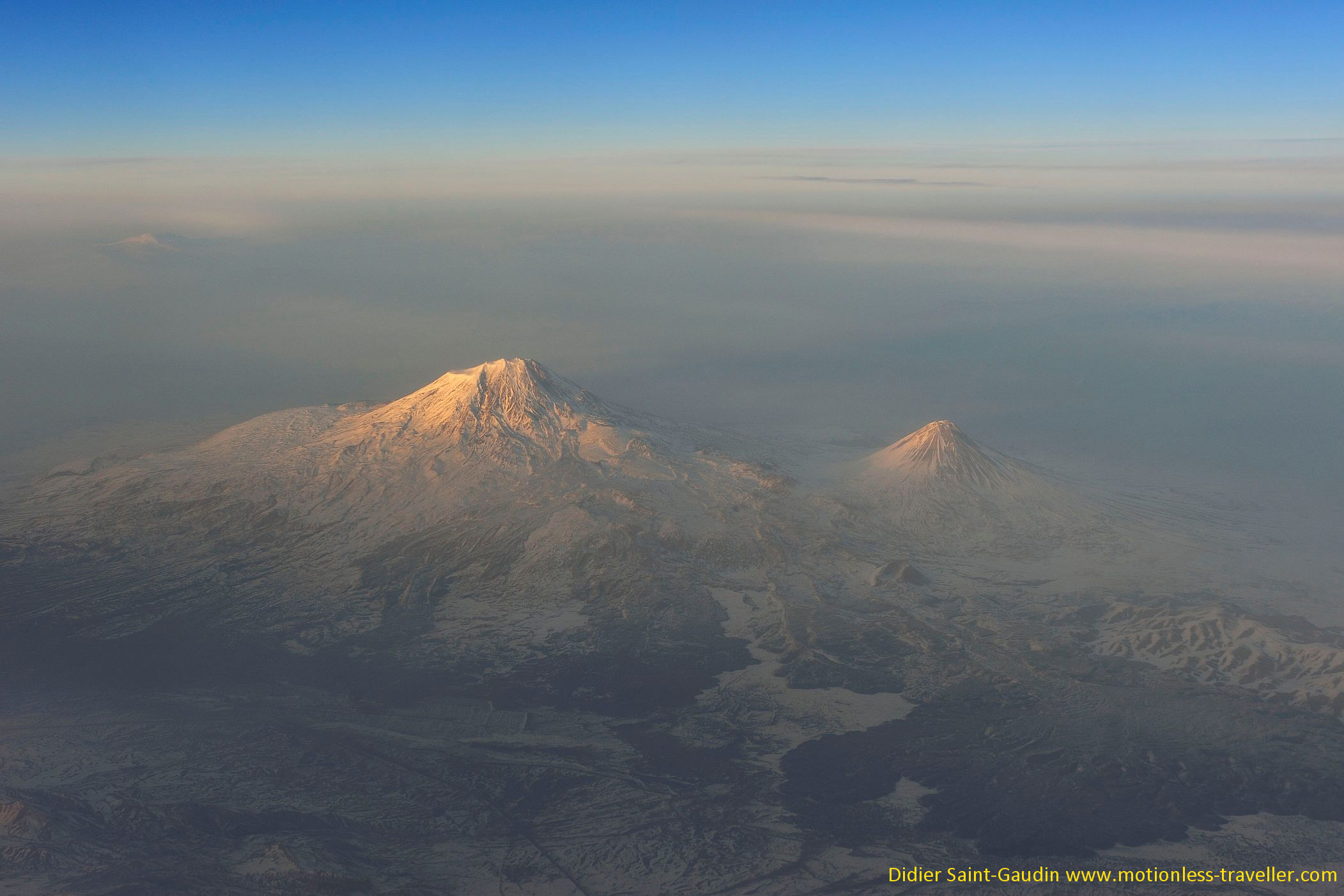
Légifelvétel
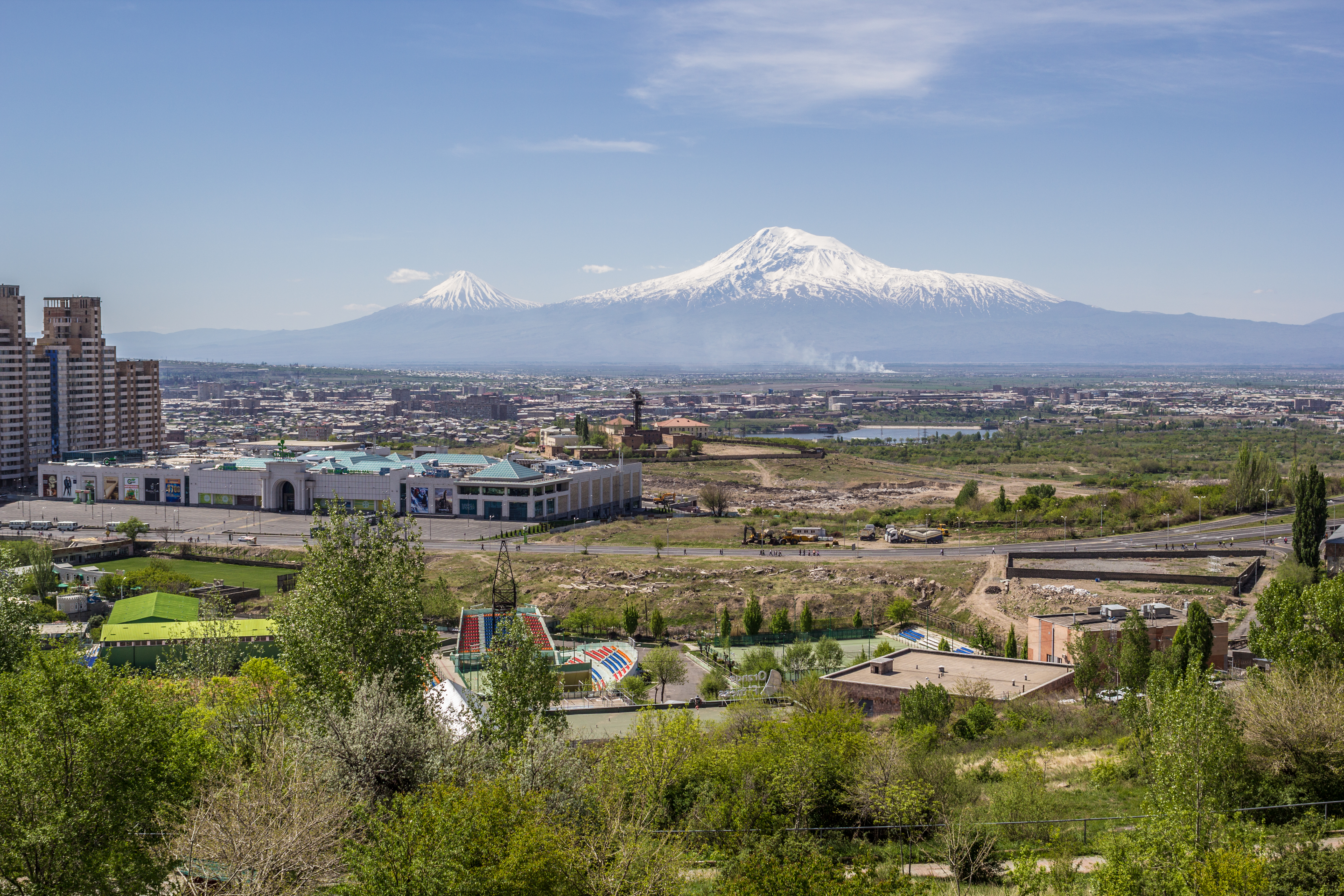
Örményország felől
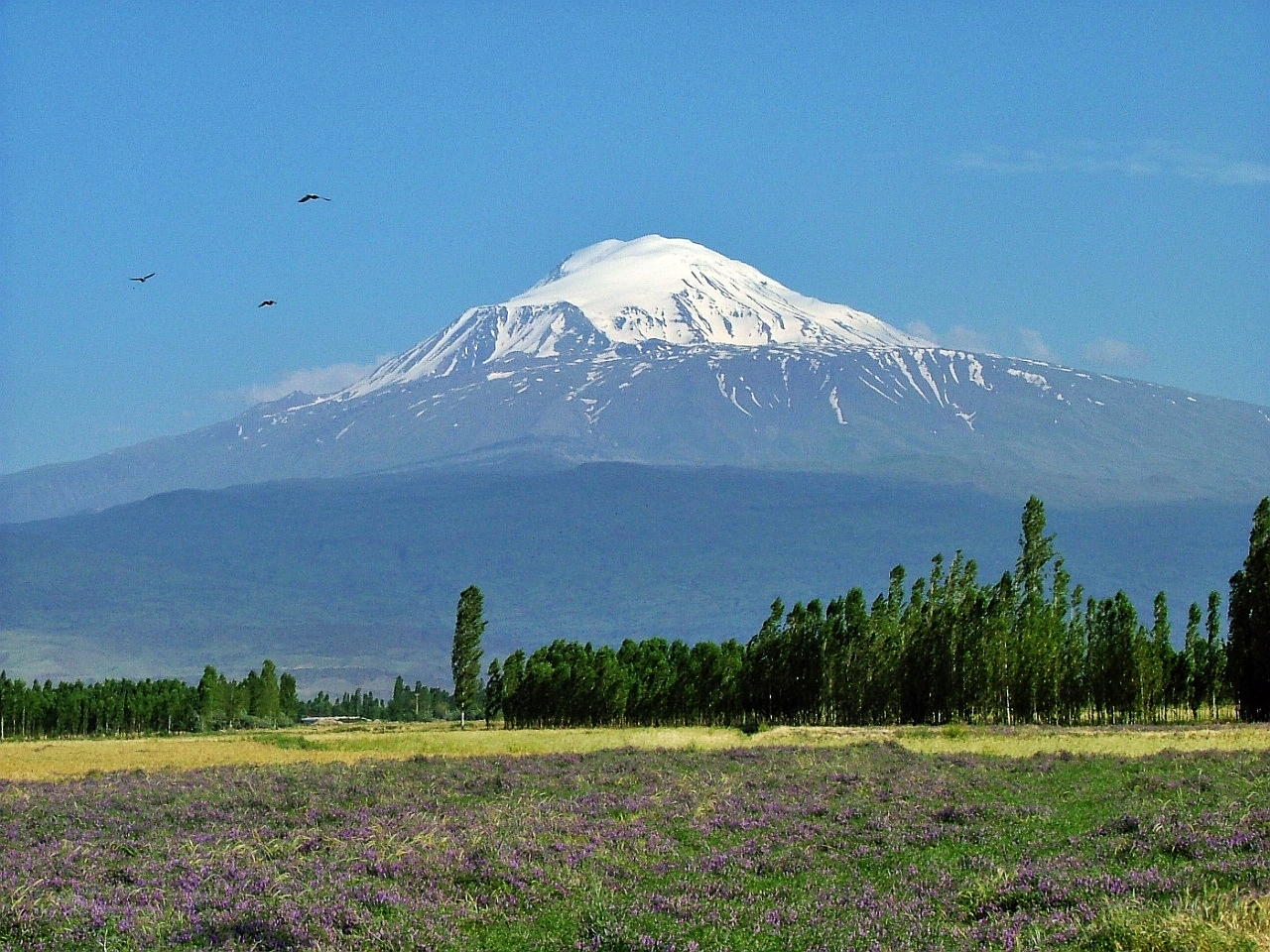
Iğdır (Töröko.) felől
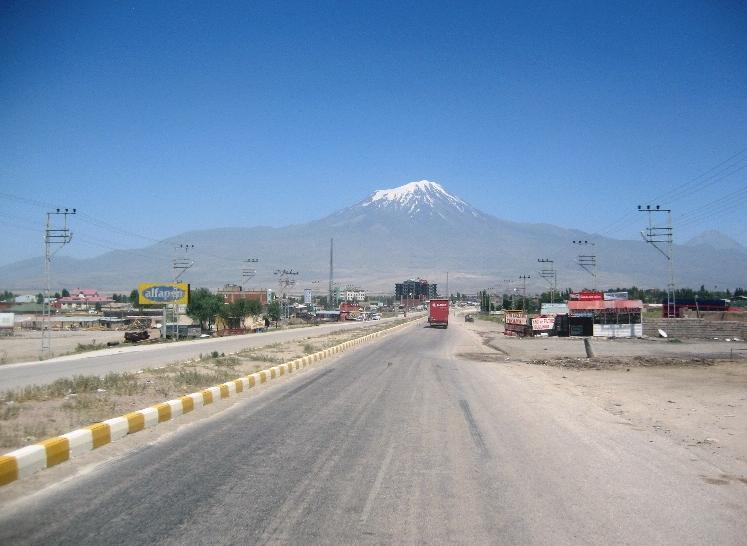
Doğubeyazıt (Töröko.) felől
Az Örmény SZSZK címerén
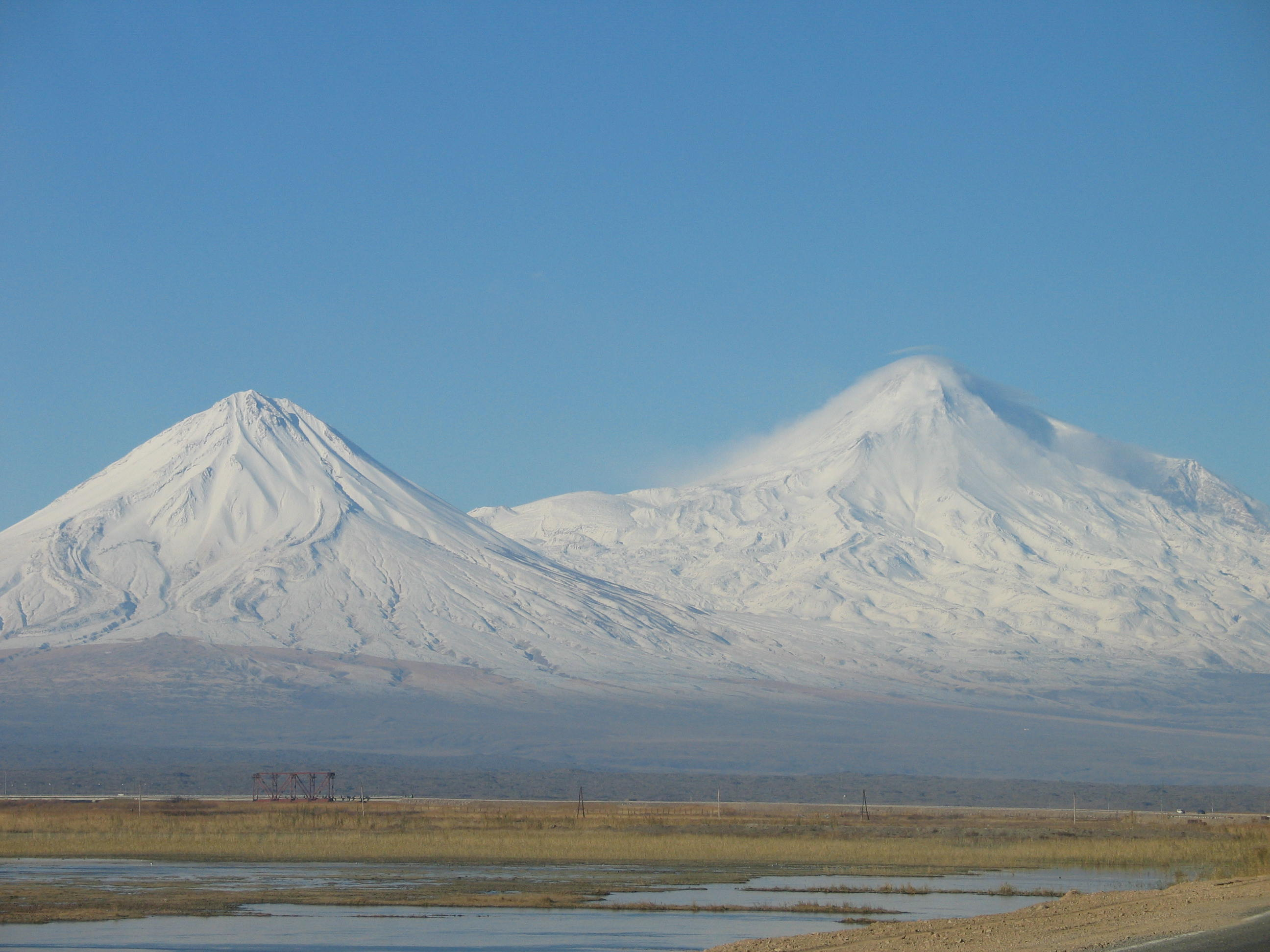